# Dabra (municipalità)
Dabra è una suddivisione dell'India, classificata come municipality, di 56.665 abitanti, situata nel distretto di Gwalior, nello stato federato del Madhya Pradesh. In base al numero di abitanti la città rientra nella classe II (da 50.000 a 99.999 persone).

## Geografia fisica
La città è situata a 25° 53' 60 N e 78° 19' 60 E e ha un'altitudine di 200 m s.l.m..

## Società

### Evoluzione demografica
Al censimento del 2001 la popolazione di Dabra assommava a 56.665 persone, delle quali 30.107 maschi e 26.558 femmine. I bambini di età inferiore o uguale ai sei anni assommavano a 8.404, dei quali 4.502 maschi e 3.902 femmine. Infine, coloro che erano in grado di saper almeno leggere e scrivere erano 38.252, dei quali 22.575 maschi e 15.677 femmine.